# Площадь Академика Вершиловой
Площадь Академика Вершиловой — площадь на северо-западе Москвы в районе Щукино Северо-Западного административного округа вблизи примыкания улицы Академика Ермольевой к улице Гамалеи.

## Происхождение названия
Площадь получила название в июне 2021 года в память о микробиологе и эпидемиологе, создателе живой вакцины против бруцеллёза, академике и профессоре Пелагее Альбертовне Вершиловой (1904—1992). Недалеко от площади находится Национальный исследовательский центр эпидемиологии и микробиологии имени Н. Ф. Гамалеи, в котором работала П. А. Вершилова. Последние 20 лет жизни она жила в доме 19, корпус 1 по улице Гамалеи, который ныне выходит фасадом на площадь Академика Вершиловой.

## Описание
Площадь ограничена с востока улицей Гамалеи, а с юга — улицей Академика Ермольевой.